# Karaçulha, Fethiye
Karaçulha là một thị trấn thuộc huyện Fethiye, tỉnh Muğla, Thổ Nhĩ Kỳ. Dân số thời điểm năm 2011 là 13.191 người.